# Fernand Jourdant
Fernand Jourdant (ur. 3 lutego 1903 we Flers, zm. 2 stycznia 1956 w Tuluzie) – francuski szpadzista, złoty medalista olimpijski i dwukrotny medalista mistrzostw świata.
Na igrzyskach olimpijskich w Los Angeles w 1932 roku Francuzi w składzie: Fernand Jourdant, Bernard Schmetz, Georges Tainturier, Georges Buchard, Jean Piot i Philippe Cattiau zdobyli złoty medal w szpadzie drużynowej. W szpadzie indywidualnej nie startował. Był to jego jedyny występ olimpijski.
Podczas mistrzostw świata w Vichy w 1927 roku (oficjalnie imprezy tego cyklu rozgrywane są pod tą nazwą od 1937) wywalczył srebrny medal w szpadzie indywidualnej, rozdzielając Georgesa Bucharda i Belga Xaviera De Beukelaera. Na rozgrywanych cztery lata później mistrzostwach świata w Wiedniu wraz z kolegami z reprezentacji zdobył srebrny medal w zawodach drużynowych.